# Sénouvo Agbota Zinsou
Sénouvo Agbota Zinsou (* 6. Juni 1946 in Lomé, Togo) ist ein togoischer Autor, der seit 1993 als politischer Flüchtling in Bayreuth lebt. Dort arbeitet er als wissenschaftlicher Mitarbeiter und Leiter des Internationalen Atelier Theaters der Universität Bayreuth.
Er studierte Literatur- und Theaterwissenschaften in Lomé, Paris und Bordeaux und leitete von 1978 bis 1993 das togoische Theaterensemble. Hier zeigte er sich als scharfer Kritiker des damaligen Präsidenten Gnassingbé Eyadéma und musste daher 1993 das Land verlassen. 1989 promovierte er an der Universität Bordeaux. Von 1987 bis 1990 war er zudem Präsident der Association Togolaise des Gens de Lettres.

## Werke
- Yévi und die Prinzessinnen, in Gudrun Honke, Hg.: Die Mondfrau. 23 neue Erzählungen aus dem frankophonen Schwarzafrika. Übers. Beeke Drummer. Peter Hammer Verlag, Wuppertal 1998, ISBN 3872948059, S. 131–152 (Erstveröff.; mit Kurzbiografie)
  - Yévi et L’éléphant Chanteur.
- On joue la comédie. Paris 1975
- La Tortue Qui Chante.
- Le Médicament. Paris 2003

## Arbeiten über Zinsou
- Sélom Komlan Gbanou: Un theatre au confluent des genres. Frankfurt am Main 2002